# Collema papuanorum
Collema papuanorum är en lavart som beskrevs av Degel. Collema papuanorum ingår i släktet Collema och familjen Collemataceae.   Inga underarter finns listade i Catalogue of Life.